# Туркин, Алексей Фёдорович
Алексей Фёдорович Туркин (11 октября 1914 года, село Титовка, Самарская губерния — 9 января 1978 года, Орск, Оренбургская область) — начальник ремонтно-механического цеха Орского нефтеперерабатывающего завода имени В. П. Чкалова Министерства нефтеперерабатывающей и нефтехимической промышленности СССР, Оренбургская область. Герой Социалистического Труда (1971).

## Биография
Родился в 1914 году в рабочей семье в селе Титовка (сегодня — городские границы города Чапаевск). Получил неполное среднее образование. Окончил профессиональное училище, после которого трудился столяров в Самаре. Позднее работал на различных стройках в Комсомольске-на-Амуре, других населённых пунктах Дальнего Востока и Бугурусланских нефтепромыслах. С 1935 года — рабочий, бригадир ремонтников на строительстве Орского нефтеперерабатывающего завода в Орске. В 1936—1937 годах проходил срочную службу в Красной Армии.
После армейской службы возвратился в Орск, где продолжил трудиться мастером по ремонту, начальником ремонтно-механического цеха Орского нефтеперерабатывающего завода. В годы Великой Отечественной войны трудился на производстве.
Ремонтно-механический цех, которым руководил Алексей Туркин, досрочно выполнил коллективное социалистическое обязательство и производственные задания Восьмой пятилетки (1966—1970). Указом Президиума Верховного Совета СССР от 20 апреля 1971 года «за выдающиеся успехи в выполнении производственных заданий пятилетнего плана, внедрение передовых методов труда и достижение высоких технико-экономических показателей в нефтеперерабатывающей и нефтехимической промышленности» удостоен звания Героя Социалистического Труда с вручением Ордена Ленина и золотой медали Серп и Молот.
Позднее работал в отделе главного механика этого же завода.
Избирался депутатом Орского городского совета народных депутатов.
После выхода на пенсию проживал в Орске.
Скончался в 1978 году. Похоронен на Первомайском кладбище Орска.
Награды
- Герой Социалистического Труда
- Орден Ленина
- Орден «Знак Почёта» (19.03.1959)
- Медаль «За трудовую доблесть» — дважды (24.01.1944; 25.06.1954)
- Медаль «За трудовое отличие» (06.10.1952)
- Медаль «За доблестный труд в Великой Отечественной войне 1941—1945 гг.»